# 압하스어

압하스어(압하스어: аԥсуа бызшәа)는 조지아의 압하지야에서 사용하고 있는 언어이다. 튀르키예 북동부, 아자리야 등지에도 압하스어 사용자가 있다. 압하지야의 공용어 중 하나이다. 

## 개요
계통적으로는 북서캅카스어파에 속한다. 이 어족에 속하는 언어에는 북캅카스에 있는 아바자어, 아디게어, 카바르디어가 있다. 덧붙여 튀르키예에서 사용되었던 우비흐어도 같은 계통이지만 1990년대 초반에 사멸했다. 압하지야 내에서는 북부와 남부에서 주된 방언의 구별이 있다. 표준어는 남부 방언이 기초이다.
원래는 비문자 언어였지만, 19세기 후반부터 키릴 문자나 라틴 문자에 의해서 기록되었다. 1937년에 조지아 문자에 의한 정서법이 만들어졌다. 1954년 이후부터 현재에 이르기까지 키릴 문자를 기초로 한 알파벳에 의해서 표기되고 있다.
방언에 따라서 다르지만, 58개의 자음을 가진다. 그에 비해 모음은 2개밖에 없다.(음성적으로는 다양한 모음을 가지지만, 2개의 모음의 이음 (음운론)이라고 해석된다). 명사 종류의 형태법이 매우 단순하고, 반대로 동사는 수많은 접두사나 접미사에 의한 매우 복잡한 파생·굴절이 나타난다.

## 문자
키릴 문자를 쓴다.
| 대문자 | 소문자 |
| ------ | ------ |
| А      | а      |
| Б      | б      |
| В      | в      |
| Г      | г      |
| Ӷ      | ӷ      |
| Д      | д      |
| Е      | е      |
| Ж      | ж      |
| З      | з      |
| Ӡ      | ӡ      |
| И      | и      |
| К      | к      |
| Қ      | қ      |
| Ҟ      | ҟ      |
| Л      | л      |
| М      | м      |
| Н      | н      |
| О      | о      |
| П      | п      |
| Ԥ      | ԥ      |
| Р      | р      |
| С      | с      |
| Т      | т      |
| Ҭ      | ҭ      |
| У      | у      |
| Ф      | ф      |
| Х      | х      |
| Ҳ      | ҳ      |
| Ц      | ц      |
| Ҵ      | ҵ      |
| Ч      | ч      |
| Ҷ      | ҷ      |
| Ҽ      | ҽ      |
| Ҿ      | ҿ      |
| Ш      | ш      |
| Ы      | ы      |
| Ҩ      | ҩ      |
| Џ      | џ      |
| Ь      | ь      |
| Ә      | ә      |

1. Ьь나 Әә가 포함된 문자는 숨겨두었다.
2. 62개 중 22개가 Ьь, Әә가 포함되었다.